# Acropora jacquelinae
Acropora jacquelineae е вид корал от семейство Acroporidae. Видът е уязвим и сериозно застрашен от изчезване.

## Разпространение и местообитание
Разпространен е в Австралия, Американска Самоа, Индонезия, Малайзия, Папуа Нова Гвинея, Самоа, Сингапур, Соломонови острови, Тайланд и Филипини.
Обитава океани и рифове в райони с тропически климат.

## Описание
Популацията на вида е намаляваща.